# Prix Gaïa
Der Prix Gaïa ist eine Auszeichnung für außerordentliche Leistungen in der Uhrmacherei.
Der Preis wird seit 1993 vom Musée international d’horlogerie in La Chaux-de-Fonds verliehen. Es handelt sich hierbei um einen Ehrenpreis (ohne Preisgeld). In den Medien wird er häufig auch „der Nobelpreis der Uhrmacherei“ genannt. Die Auszeichnung gibt es für drei Kategorien: „Artisanat création“ (Kunsthandwerk), „Esprit d’entreprise“ (Unternehmergeist) und „Histoire“ (Geschichte und Recherche). Der Preis wird nur verliehen, wenn ehrungswürdige Kandidaten gefunden werden. Entsprechend wurde er nicht in jedem Jahr und in allen Kategorien erteilt.

## Bisherige Gewinner
- 1993 Jean-Claude Nicolet, Artisanat-creation, Henry Louis Belmont, Histoire-recherches, André Margot, Esprit d’entreprise
- 1994 François-Paul Journe, Artisanat-creation, François Mercier, Histoire-recherches, Anton Bally, Esprit d’entreprise
- 1995 Michel Parmigiani, Artisanat-creation, Ludwig Oechslin, Histoire-recherches, Antoine Simonin, Esprit d’entreprise
- 1996 Vincent Calabrese, Artisanat-creation, Jean-Luc Mayaud, Histoire-recherches, Günter Blümlein, Esprit d’entreprise
- 1997 Richard Daners, Artisanat-creation, Jean-Claude Sabrier, Histoire-recherches, Jean-Pierre Musy, Esprit d’entreprise
- 1998 Philippe Dufour, Artisanat-creation, Yves Droz und Joseph Flores, Histoire-recherches, Luigi Macaluso, Esprit d’entreprise
- 1999 Derek Pratt, Artisanat-creation, Estelle Fallet, Histoire-recherches, Gabriel Feuvrier, Esprit d’entreprise
- 2000 René Bannwart, Artisanat-creation, Kathleen Pritschard, Histoire-recherches, Simone Bédat, Esprit d’entreprise
- 2001 George Daniels, Artisanat-creation, Catherine Cardinal, Histoire-recherches, Rolf Schnyder, Esprit d’entreprise
- 2003 Antony G. Randall, Artisanat-creation
- 2004 André Beyner, Esprit d’entreprise
- 2006 Luigi Pippa, Artisanat-creation, John H. Leopold, Histoire-recherches
- 2007 Paul Gerber, Artisanat-creation
- 2008 Nicolas G. Hayek, Esprit d’entreprise
- 2009 Beat Haldimann, Artisanat-creation, Robert Greubel und Stephen Forsey, Esprit d’entreprise
- 2010 Jacques Mueller und Elmar Mock, Artisanat-creation, Jean-Claude Biver, Esprit d’entreprise
- 2011 François Junod, Artisanat-creation, Pierre-Yves Donzé, Histoire-recherches, Philippe Stern, Esprit d’entreprise
- 2012 Eric Coudray, Artisanat-creation, Francesco Garufo, Histoire-recherches, Franco Cologni, Esprit d’entreprise
- 2013 Andreas Strehler, Artisanat-creation, Günther Oestmann, Histoire-recherches, Ernst Thomke, Esprit d’entreprise
- 2014 Kari Voutilainen, Artisanat-creation,[2] Pierre Thomann, Histoire-recherches, Henri Dubois, Esprit d’entreprise[3]
- 2015 Anita Porchet, Artisanat-creation, Jonathan Betts, Histoire-recherches, Giulio Papi, Esprit d’entreprise[4]
- 2016 Vianney Halter, Handwerkskunst-kreation, Giovanni Busca et Pascal Rochat, Unternehmensgeist, Roger Smith, Geschichte-forschung[3]
- 2017 Jean-Marc Wiederrecht, Handwerkskunst-kreation, Richard Mille, Unternehmensgeist, Laurence Marti, Geschichte-forschung[3]
- 2018 Paul Clementi, Handwerkskunst-kreation, Maximilian Büsser, Unternehmensgeist, Reinhard Meis, Geschichte-forschung[3]
- 2019 Suzanne Rohr, Handwerkskunst-kreation, Karl-Friedrich Scheufele, Unternehmensgeist, Laurent Tissot, Geschichte-forschung[3]
- 2020 Antoine Preziuso, Handwerkskunst-kreation, Felix Baumgartner und Martin Frei, Unternehmensgeist, Denis Savoie, Geschichte-forschung[3]